# Protolatiremus sakaguchii
Protolatiremus sakaguchii är en kräftdjursart som beskrevs av Ito 1974. Protolatiremus sakaguchii ingår i släktet Protolatiremus och familjen Thalestridae. Inga underarter finns listade i Catalogue of Life.